# سيرجيو بيرناردو ألميرون
سيرجيو بيرناردو ألميرون (بالإسبانية: Sergio Bernardo Almirón)‏ الشهير باسم سيرجيو ألميرون (مواليد 7 نوفمبر 1980 في روساريو - الأرجنتين) لاعب كرة قدم أرجنتيني يلعب حاليا لصالح نادي الدرجة الأولى باري الإيطالي منذ 2009 في مركز الوسط المحوري .

## روابط خارجية
- سيرجيو بيرناردو ألميرون على موقع قاعدة بيانات كرة القدم.إي يو (الإنجليزية)
- سيرجيو بيرناردو ألميرون على موقع Soccerway.com (الإنجليزية)
- سيرجيو بيرناردو ألميرون على موقع عالم كرة القدم.نت (الإنجليزية)
- سيرجيو بيرناردو ألميرون على موقع AS.com (الإسبانية)